# Elecciones parlamentarias de Moldavia de 2014
Las elecciones parlamentarias se celebraron en Moldavia el 30 de noviembre de 2014 con el fin de elegir a los 101 miembros del Parlamento de Moldavia. La Constitución exige que las elecciones se celebren a más tardar cuatro años y tres meses después de la inauguración de la legislatura anterior. Las elecciones se llevaron a cabo bajo el sistema proporcional de lista cerrada, siendo la última ocasión del uso de este sistema utilizado en Moldavia en todas las elecciones parlamentarias anteriores desde la independencia, pues en las siguientes elecciones de 2019 sería reemplazado por el sistema de voto paralelo.
En estas elecciones, el prorruso Partido de los Socialistas de la República de Moldavia, que si bien existía desde la independencia de Moldavia se había nutrido enormemente con los diputados escindidos del Partido de los Comunistas (Igor Dodon, Veronica Abramciuc y Zinaida Greceanîi) con el que habían ido en coalición tanto para esas elecciones como para las dos anteriores de 2009, quedaron como los claros ganadores al obtener más de un 20 % de los votos por primera vez en su historia y ser la lista más votada (su mejor resultado anterior fue en las elecciones de 2005 con un 4,97 % del Bloque Electoral Patria).
Tras las elecciones, el sucesor del primer ministro Iurie Leancă, sucesor sin elecciones de Vladimir Filat en 2013, fue el independiente Chiril Gaburici con una coalición de gobierno firmada entre el Partido Liberal Demócrata y el Partido Demócrata. El Partido Liberal, coaligado anteriormente, no se sumó a la nueva coalición gubernamental que sumaba 42 de 101 diputados, gobernando por tanto en minoría.